# Альвар Кавен

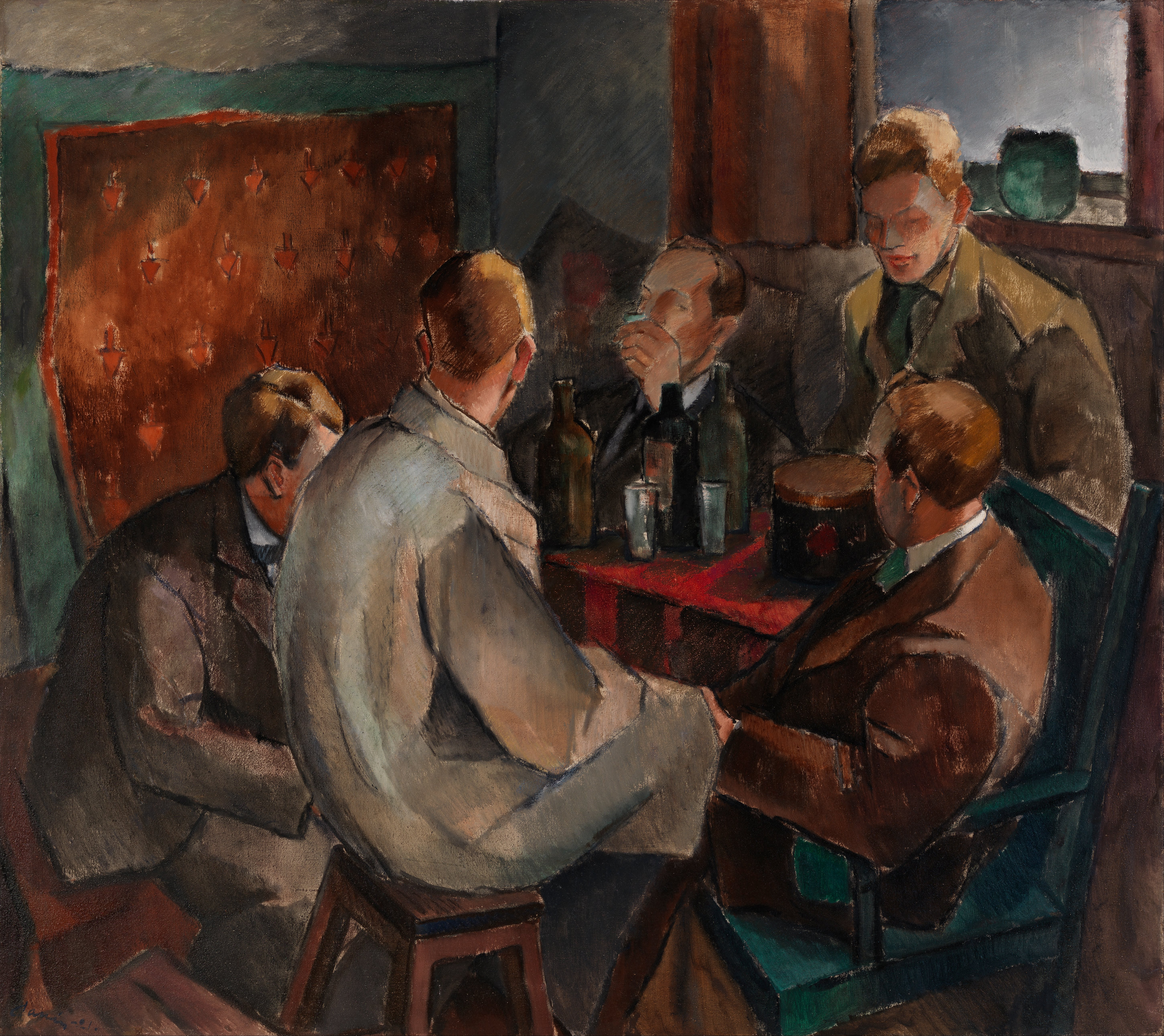
Альвар Кавен. Члены «Ноябрьской группы» (1921) (EMMA — Эспоо музей современного искусства (Швеция)

Франс Альвар Альфред Кавен (фин. Alvar Cawén; 8 июня 1886[…], Корпилахти, Тавастгусская губерния — 3 марта 1935[…], Хельсинки) — финский художник. Член Академии изобразительного искусства Финляндии (с 1929). Председатель Ассоциации художников Финляндии (1929—1925).

## Биография
Родился в центральной Финляндии в семье, увлекавшейся музыкой и искусством. Художественное образование получил в Академии изящных искусств в Хельсинки (1905—1907), затем, с 1908 по 1909 год продолжил учёбу в Париже в студии Саймона Коттета.
Первая выставка работ художника состоялась в Финляндии в 1910 год. В 1912 году вернулся в Париж, откуда отправился в Бретань, затем в Испанию.
А. Кавен был в числе основателей «Ноябрьской группы» в Финляндии, объединявшей финских художников и деятелей искусства — экспрессионистов и кубистов.
После Первой мировой войны в 1919 году А. Кавен совершил путешествие, побывав в Дании, Италии, Испании и Франции.
С того же года до 1921 г. преподавал в школе рисования финского художественного общества.
В 1924 году посетил ряд европейских стран (Италия, Франция, Бельгия и Нидерланды).
В 1929 году стал членом Академии изобразительных искусств Финляндии; до 1935 года был председателем Ассоциации художников Финляндии.
Среди его известных работ — алтарь для церквей в Мянття, Куусанкоски, Лапинлахти и Симпеле. Ряд картин художника хранится в коллекции Художественного музея Дидрихсена.
Он женился на Рагни Кавене (1891-1981), художнице, которая после его смерти продолжала рисовать. Он умер в Хельсинки и похоронен на кладбище Хиетаниеми.

## Галерея картин

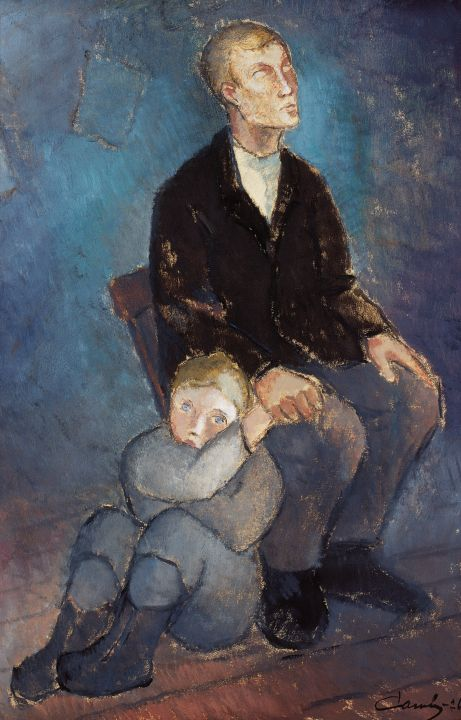
Слепой
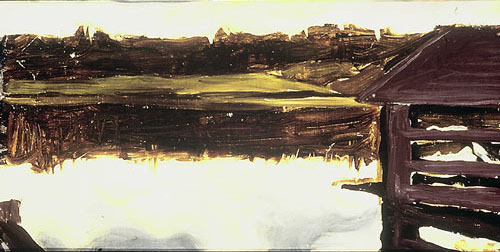
Пейзаж в Корпилахти
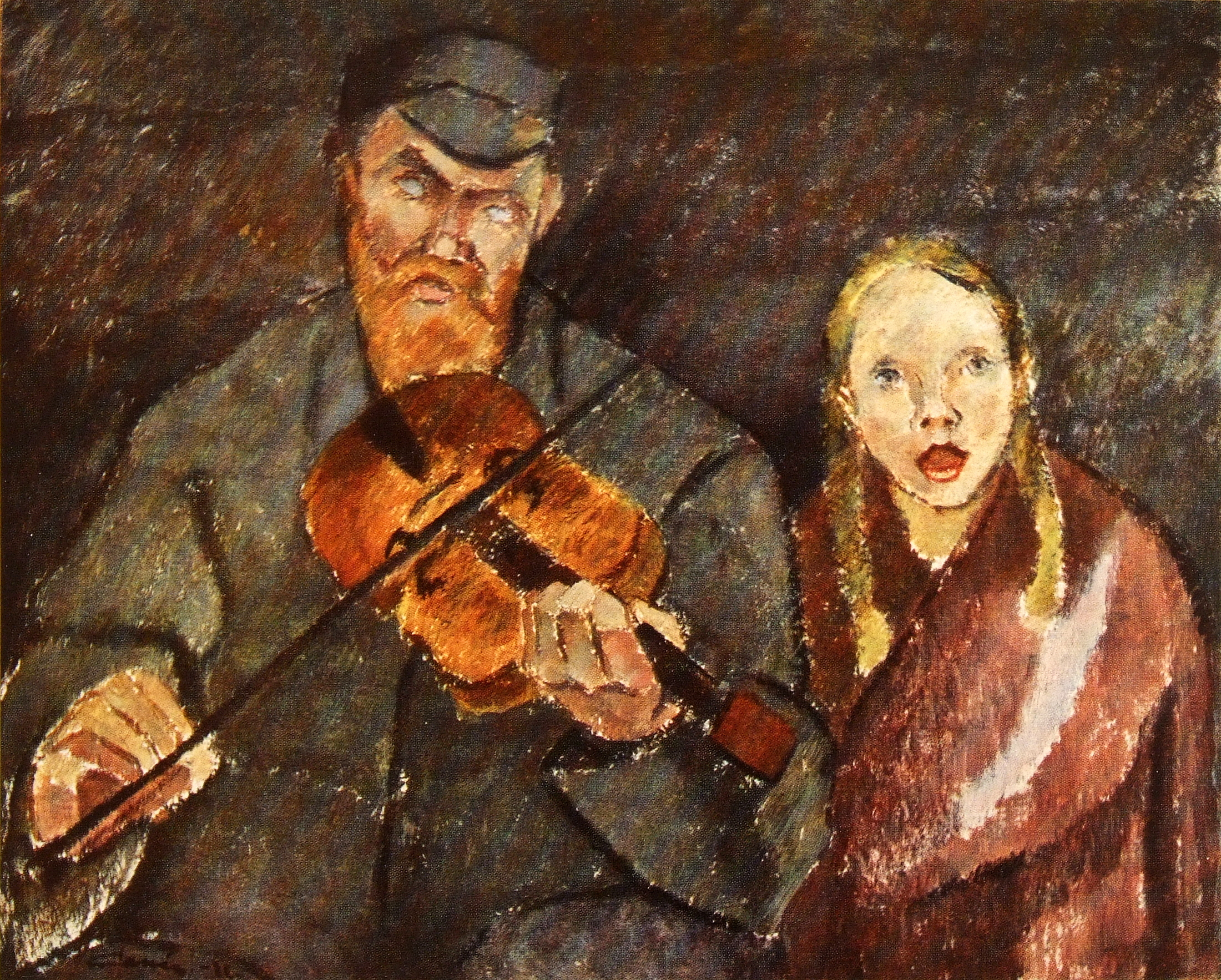
Слепой музыкант
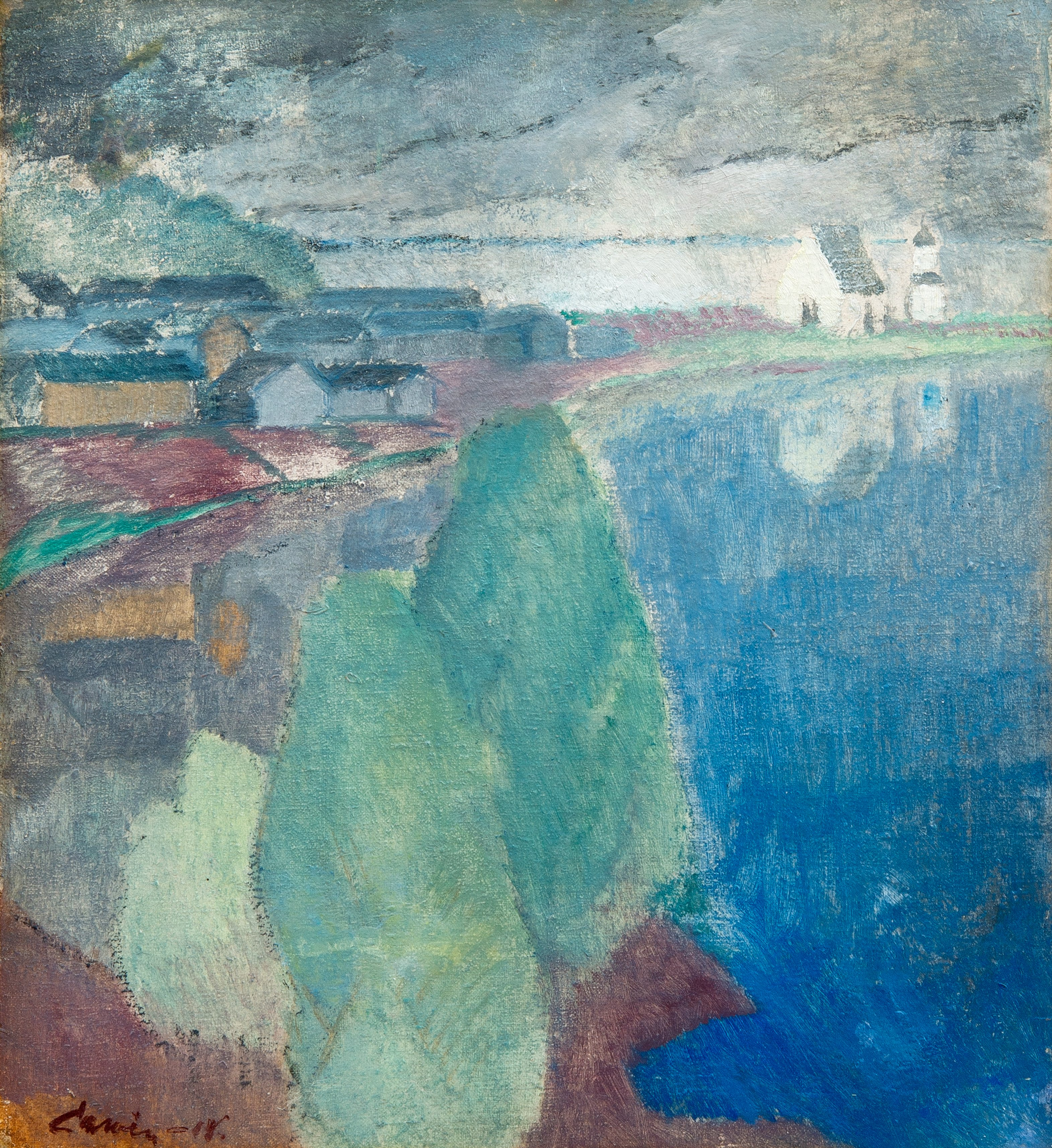
Пасмурный день